# Хроничен лимфедем
Хроничният лимфедем (Lymphedemaе) трайно и развиващо се увеличаване на обема на определена част от тялото, породено от лимфен застой вследствие на вродени или придобити изменения в лимфната система.
Първичните лимфедеми не са често срещани тъй като рядко достигат до клинична изява. Етиологичните фактори най-общо са: аномалии в развитието на лимфните съдове или външни фактори, които спират нормалното развитие на лимфните съдове и възли.
Вследствие на тези аномалии или промени в лимфната система настъпва недостатъчност на лимфния дренаж. Така кожата или подкожието се оводнява, образувайки мек едем (подуване), който нараства прогресивно. Поради обогатяването на тъканта с белтъчини постепенно мекият едем се превръща в твърд.
Болестта минава през четири стадия : при първия отокът само се появява. При втория отокът е постоянен, но изчезва или се появява нощем. При третия стадий едемът е траен и не се скрива. При последния стадий се получават деформации на крайника и обемът му се увеличава.
Симптомите на лимфедема могат да се разделят външно видими и на такива, които само пациентът може да усети.
Сред външно видимите са:
- Подуване на части от ръцете или краката, включително на пръстите на ръцете или краката
- Подуване на целите ръце или крака
- Податливост на възпаления и обриви
- Пигментация на кожата
- Ясно видими бръчки и набраздявания на кожата
- Ограничена подвижност

А симптомите, които могат да се усетят са:
- Умора и тежест в крайниците
- Дискомфорт или болка
- Изтръпване
- Бърза умора на дадения крайник
- Повтарящи се (рецидивиращи) инфекции като лимфангит, например
- Загрубяване или втвърдяване на кожата (фиброза)[2]